# CNN Türk
CNN Türk (Cable News Network Türk) é um canal de televisão por assinatura turco com programação inteiramente voltada ao jornalismo. Inaugurado em 11 de outubro de 1999, pertence à Demirören Holding, e opera através de licenciamento de marca com o canal estadunidense CNN. Sua sede principal localiza-se no distrito Bağcılar na cidade de Istambul. No segundo semestre do ano de 2012, foram iniciadas as transmissões em HDTV do canal.

## Críticas
A CNN Türk foi alguns dos canais turcos a ser criticado por não cobrir os protestos contra a demolição do Parque Taksim Gezi. Durante os acontecimentos, em 2 de junho de 2013, o canal transmitia um documentário sobre pinguins, enquanto o sinal internacional da CNN fazia uma cobertura ao vivo dos acontecimentos no parque. Em 15 de julho de 2016, a CNN Türk foi forçada a interromper suas transmissões por soldados durante a tentativa de golpe de Estado na Turquia em 2016. No mês de fevereiro de 2020, o Partido Republicano do Povo (CHP) anunciou um boicote à CNN Türk. Tuncay Özkan, do CHP, alegou que o canal atua como uma agência de publicidade para o governo do Partido da Justiça e Desenvolvimento (AKP).